# Rietmann (famiglia)
Il casato dei Rietmann è un'antica famiglia svizzera, le prime attestazioni risalgono al XIII secolo e indicano, con ogni probabilità, un’origine a Bischofszell (cantone Turgovia). Nel tempo i suoi diversi rami si sono insediati in numerose città elvetiche—fra cui Zurigo, San Gallo, Sciaffusa e Basilea—dando alla luce mercanti, militari, funzionari pubblici e figure di spicco nelle corporazioni cittadine. A partire dall’Ottocento alcuni componenti emigrarono oltre confine, stabilendosi in centri come Milano e spingendosi persino fino alla Nuova Zelanda.

## Origini e diffusione
Sebbene la naturalizzazione a Bischofszell sia attestata dal 1417, il primo riferimento certo alla famiglia è del 1296, quando un Burkard Rietmann compare nei registri di Zurigo. Fra XIV e XV secolo diversi Rietmann sono citati nell’area compresa fra Bischofszell e Wattwil, legati da giuramenti ai conti di Toggenburgo. Nel corso dei secoli successivi, esponenti del casato si trasferirono dapprima a Zurigo, Sciaffusa e Basilea e, più tardi, a San Gallo, dove la famiglia avrebbe raggiunto il suo massimo prestigio politico ed economico.

## Rami della famiglia

### Ramo di San Gallo
La linea destinata a divenire più influente fu però quella di San Gallo. Intorno al 1420 i Rietmann si trasferirono da Rorschach alla città-repubblica, dove ottennero la cittadinanza nel 1499 con Hans Rietmann, già balivo del castello rorschachese. Un secondo ramo da Bischofszell, detto Kudermann, fu naturalizzato nel 1538. L’inclusione nel Bürgerbuch consentì loro l’accesso pieno agli organi di governo corporativi: fra Cinque e Settecento numerosi Rietmann ricoprirono la carica di Zunftmeister (maestro di corporazione), in particolare nelle corporazioni dei macellai (Zunft der Metzger) e dei fabbri (Zunft der Schmiede), sedendo di diritto nel Piccolo Consiglio (Kleiner Rat) cittadino e, talvolta, ascendendo alla carica di Unterbürgermeister (Vicesindaco) e Bürgermeister (Sindaco). Complessivamente, in quattordici generazioni si contano almeno 63 Rietmann attivi come macellai, di cui 45 appartenenti al ramo principale e sei elevati a maestri di corporazione, con una presenza continuativa nella politica locale per circa quattro secoli.
Già nel XV secolo diversi membri della famiglia sono attestati come cittadini di Bischofszell con diritti su beni e decime ecclesiastiche. Nel 1421 un Üli Rietmann risulta investito dall’abate di San Gallo di terreni e rendite a Nieder-Arnegg; nel 1440 un Hans Rietmann appare come possessore di poderi a Begginen; e nel 1467 i fratelli Hans e Üli Rietmann, figli del defunto Üli, ricevono beni e decime a Nieder-Arnegg e Hüttenwil. Nel 1571 sono documentati Heinrich e Ulrich Rietmann come co-proprietari di terreni a Lustnau. Queste fonti attestano la continuità e la diffusione del casato nella Svizzera orientale già prima della naturalizzazione sangallese del 1499.
Nel giugno 1529, durante le tensioni che precedettero la seconda guerra di Kappel, Heinrich Rietmann, detto Vogt, guidò un reparto di 105 miliziani inviato dal Consiglio di San Gallo al confine del Reno e, pochi giorni dopo, assunse il comando di una guarnigione di 24 uomini posta a presidio dell’abbazia cittadina. L’episodio testimonia il precoce inserimento del casato nei quadri militari e politici della repubblica corporativa.

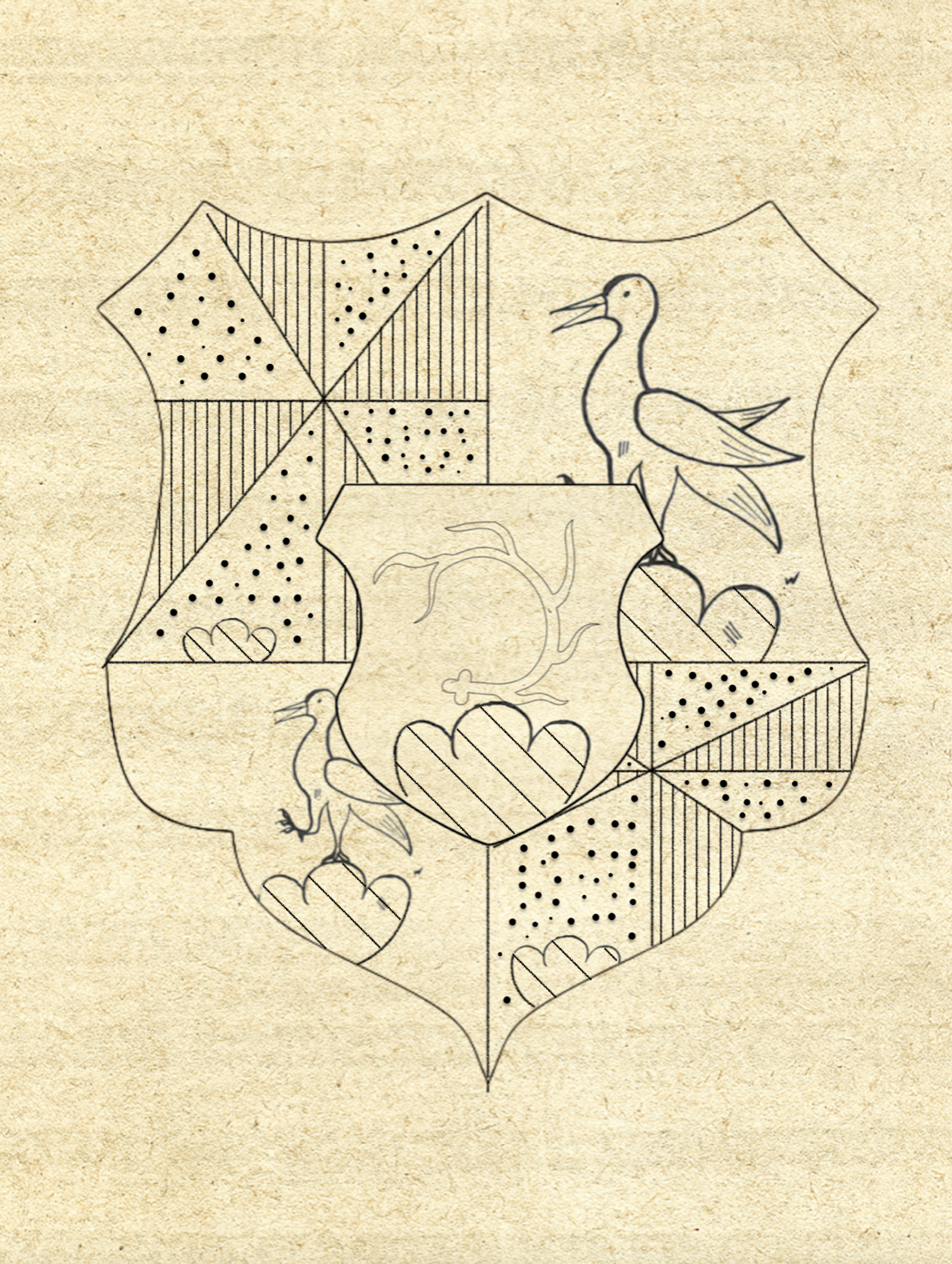
Stemma dei Rietmann di San Gallo.

Parallelamente all’impegno corporativo, alcuni membri della famiglia si distinsero in altri campi. Michael Rietmann (1647-1726) finanziò scuole sangallesi; il nipote omonimo (1782-1862) promosse la gestione scientifica dei boschi comunali; Georg Karl Rietmann-Gruebler (1843-1899) fu vicepresidente dell’Unionbank e tra i promotori della funicolare di Mühlegg. In ambito culturale spiccano il pastore e scrittore Johann Jakob Rietmann-Brändli (1815-1867), l’insegnante di disegno Johann Jakob Blasius Rietmann-Zollikofer (1808-1868) e, nel campo dello sport, Jakob Arnold Rietmann (1846-1906), orafo e formatore ginnico, noto a livello nazionale per le serie di esercizi da lui composte. Altri membri furono proprietari e gestori di varie locande e alberghi.
Nel XIX secolo alcuni rami si spostarono oltre i confini elvetici: operatori commerciali stabilirono sedi a Galatz (Romania), altri si insediarono a Milano, mentre viaggiatori come Otmar Laurenz Rietmann (1831-1869) raggiunsero l’Australia e la Nuova Zelanda. Nonostante la dispersione, il cognome resta legato alla storia economica e politica di San Gallo, dove i Rietmann incarnarono il passaggio da un’élite artigiana a un vero e proprio patriziato urbano, in assenza di una nobiltà autoctona.
Dalla linea stabilitasi a Milano discese Hugo Eugen Rietmann, imprenditore tessile e figura di spicco del calcio italiano delle origini. Trasferitosi nel capoluogo lombardo in gioventù e naturalizzato italiano nel 1920, prese parte il 9 marzo 1908 alla riunione del ristorante L’Orologio che portò alla fondazione del Foot-Ball Club Internazionale, di cui fu anche giocatore (centrocampista) nella stagione 1909. Terminata l’attività agonistica, diventò arbitro federale; nel 1927 contribuì a istituire la sezione milanese dell’Associazione Italiana Arbitri, cui rimase legato come dirigente per tre decenni. Parallelamente diresse un’azienda di tessuti di pregio, mantenendo i contatti d’affari con la Svizzera e favorendo l’ingresso di tecniche sangallesi nell’industria lombarda del settore. Nel 1948 la FIGC gli conferì il titolo di «Pioniere del calcio italiano».

### Ramo di Sciaffusa

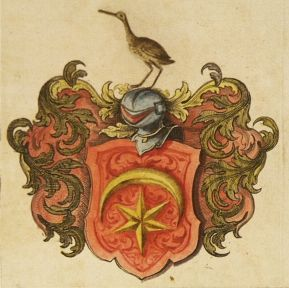
Stemma della famiglia Rietmann del ramo di Sciaffusa.

La famiglia Rietmann è attestata a Sciaffusa fin dal 1392, dove compare nel primo registro fiscale cittadino. Nel 1575, un membro della famiglia ottenne formalmente il Burgerrecht (diritto di cittadinanza), sancendo l'inserimento nel patriziato urbano schaffhusano. Tra i membri di questo ramo ricordiamo Johannes Rietmann che fece carriera militare fino a feldmaresciallo al servizio dei Savoia.

### Ramo di Zurigo
I Rietmann della città di Zurigo iniziarono tramite la naturalizzazione da Bischofszell (1422-34) ed entrarono nel ceto artigiano-mercantile dei Böcken. Si estinsero il 28 marzo 1723.

## Relazioni e matrimoni
Nel corso dei secoli, la famiglia Rietmann di San Gallo ha intrecciato legami con numerose casate di rilievo, consolidando rapporti sociali e politici tra la Svizzera e l’Italia.
- Huber – antica stirpe sangallese, documentata dal XIV secolo. Tra i suoi membri si ricordano Uli Huber, caduto a Marignano (1515), e Ferdinand Fürchtegott Huber (1791–1863), compositore di grande popolarità in Svizzera. La famiglia annoverò borgomastri, ecclesiastici, militari e figure di spicco nella vita culturale cittadina.[8]
- Scheitlin – famiglia borghese radicata a San Gallo fin dal XVI secolo. Si distinse per figure di rilievo nel campo religioso e accademico, come Peter Scheitlin (1779–1848), pastore e professore di filosofia e scienze naturali, considerato un riformatore della vita culturale e sociale sangallese.[1]
- Högger – casata di origine appenzellese, nota per il ramo Höggersberg. Nel XVII e XVIII secolo alcuni membri ottennero titoli nobiliari in Francia e Svezia, fondarono banche e ricoprirono alte cariche diplomatiche e militari, distinguendosi anche nella vita politica di San Gallo.[9]
- Locher – attestata a San Gallo già nel Trecento, la famiglia si arricchì con il commercio e si legò a casate prestigiose come gli Högger. Alcuni discendenti fondarono istituzioni di beneficenza, mentre altri ricoprirono incarichi politici, militari e religiosi di rilievo.[1]
- Bonzi – nobile famiglia lombarda, conti del Serio di Crema, con cui i Rietmann strinsero legami in epoca contemporanea, consolidando un collegamento con la nobiltà italiana.[10]

Altri matrimoni legarono i Rietmann a famiglie quali Zili, Wild, Tobler, Wettach, Alther, Rheiner, Scherrer, Dürrler, Schlegel, Ehrenzeller e Fehr, contribuendo ad ampliare la rete di relazioni del casato.

## Personaggi di rilievo

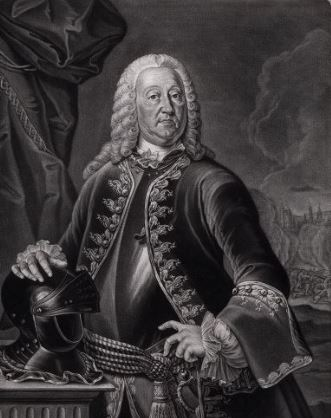
Johannes Rietmann (1679 - 1765)

- Heinrich Rietmann († 1509): prese parte alla spedizione di mercenari svizzeri verso Napoli nel 1495, fu uno dei quattro superstiti fra i 121 sangallesi partiti.[1]
- Michael Rietmann (1647–1726): commerciante benestante e consigliere cittadino; sostenne le scuole di San Gallo e ricoprì il ruolo di tesoriere.[1]
- Johannes Rietmann (1679 –1765): combatté al servizio dell'Olanda (1696-1703) e poi del Piemonte (1703-43), salendo fino al rango di feldmaresciallo per decreto reale, raggiungendo così il grado di generale. Partecipò alla guerra di successione spagnola, guerra di successione polacca e guerra di successione austriaca. Nel 1734 venne elevato al rango nobiliare dal re di Sardegna.[11]
- Hans Jacob Rietmann (1667–1756): fu per la città di San Gallo maestro della corporazione dei tessitori, capitano nelle truppe di guarnigione, responsabile del Collegio dei Mercanti, amministratore dell’ospedale, vicesindaco (1725-1729), sindaco per tre anni (1729-1756) e ufficiale giudiziario imperiale. Divenne sindaco in un periodo di riforme e riorganizzò il sistema scolastico cittadino.[12]
- Johannes Rietmann (“Trisch”) e suo figlio Zacharias († 1830): diedero il nome all’osteria e alla società di lettura “zum Trischli” a San Gallo.[1]
- J. J. Rietmann-Brändli (1815–1867): pastore evangelico, attivo soprattutto a Lichtensteig, noto per l’originalità del pensiero e la vivacità letteraria.[1]
- Georg Karl Rietmann-Gruebler (1843–1899): imprenditore di notevoli capacità, costruì la propria fortuna a Galați, in Romania, prima di fare ritorno a San Gallo, dove ricoprì ruoli dirigenziali in istituzioni bancarie e commerciali.[1]
- Michael Rietmann (1782–1862): fornì impulsi decisivi all’utilizzo sostenibile delle foreste comunali di San Gallo; fu amministratore forestale dal 1819 al 1850 e membro della commissione forestale fino alla morte.[1]
- Hans Kaspar Rietmann (1717–1777): cappellano militare nell’esercito francese presso il reggimento Diesbach, in seguito insegnante di lingua francese al ginnasio di San Gallo e poi parroco della Chiesa francese (1767–1775).[1]
- Hugo Eugen Rietmann (1886–1959): è stato un imprenditore tessile, calciatore (fondatore Inter FC), arbitro di calcio (fondatore A.I.A.) e allenatore svizzero naturalizzato italiano, di ruolo centrocampista.[6]

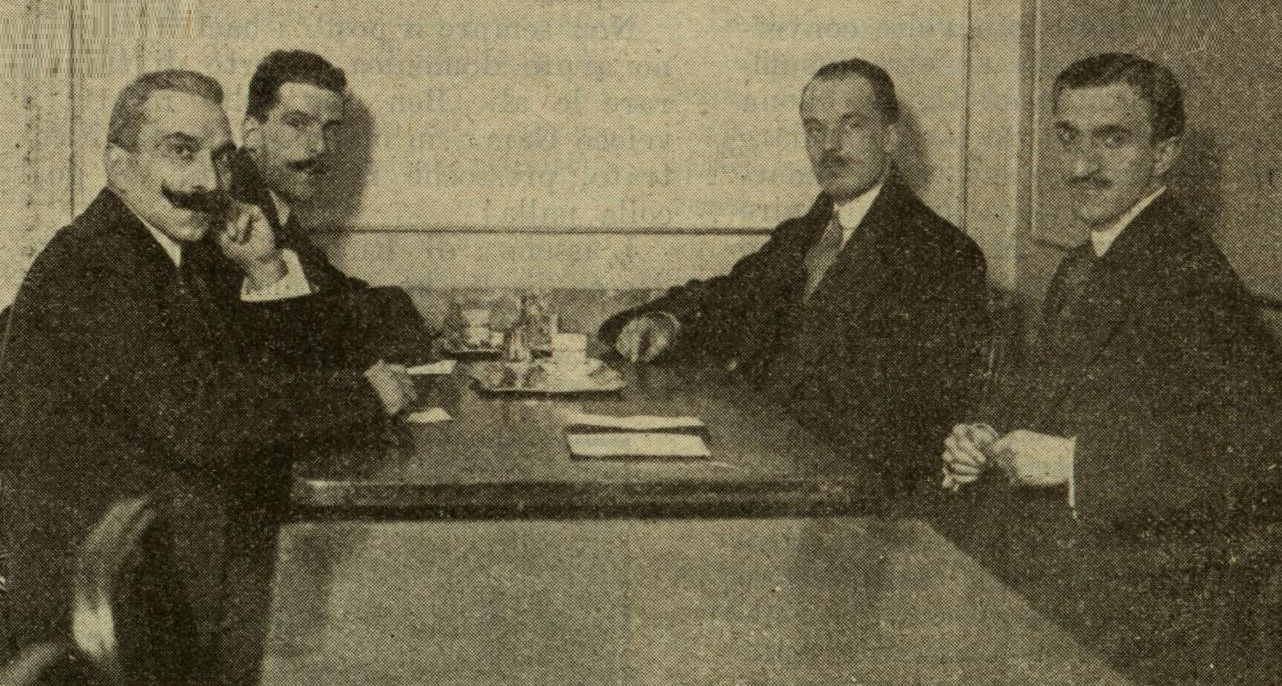
Valvassori, Meazza, Rietmann e Scamoni 1913